# 공안위원회 (프랑스 혁명)

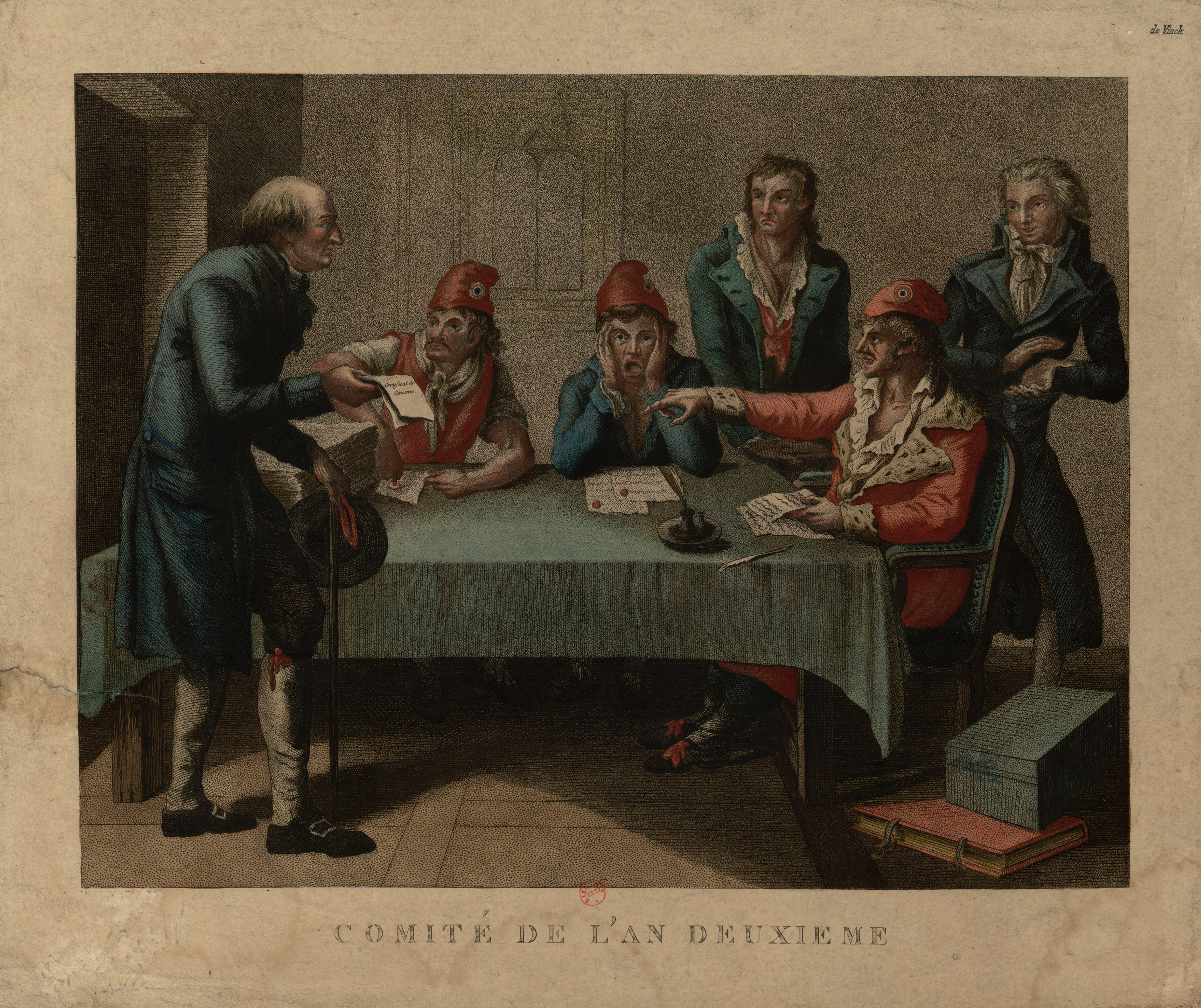
공안위원회 (1793년 ~ 1795년)

공안위원회(公安委員會, Comité de salut public, Committee of Public Safety)는 프랑스 혁명기의 프랑스에 1793년 4월 7일부터 1795년 11월 4일까지 존재했던 통치기구로 도중 1794년 7월 27일까지 사실상 혁명 정부의 역할을 하였다. 회의장은 튈르리 궁전에 인접한 플로르 관(파비용 드 플로르)이었다.
자유의 확립을 위해서는 폭력이 필요하다며 “자유 전정”을 위해 만들어졌고, 원래는 “조국의 위기”에서 구하기 위한 임시적인 독재기구였지만, 점차 국민 공회의 가장 중요한 기관이 되어 공포 정치를 운영하여 혁명을 추진했다. 초기에는 당통, 뒤이어 로베스피에르가 주도했지만, 1794년 7월 27일에 발생한 테르미도르 반동 이후에는 약화되었다.

## 개요
1793년 4월 4일, 프랑스 군사령관이자 전국방장관이었던 샤를 프랑수아 뒤무리에는 국민공회가 자신의 지도력을 수용하지 않는다면, 파리 시내에 군인들을 동원하여 행진하겠다고 위협하는 선동적인 편지를 발표한다. 그 후 뒤무리에는 오스트리아로 망명한다. 이러한 소식은 파리에 경계심을 자극했고, 오스트리아와 연합국에 의해 패배를 당할까봐 불안해했다. 외국 군대와 최근의 방데에서 일어난 반혁명 반란과 내부에서 프랑스를 붕괴시키려는 음모를 꾸미고 있던 외국 대사의 행동에 따라 프랑스인들은 즉각적인 위험에 빠질 것이라는 불안을 야기했다.
혁명군을 이끌던 뒤무리에의 배신은 이러한 불안에 기름을 끼얹는 것이었다. 이러한 위협에 비추어, 지롱드파 지도자인 막시맹 이스나르는 공공의 안전을 위한 9인위원회의 창설을 제안했다. 조르주 당통은 “이러한 위원회야말로 우리가 원한 것이며, 혁명재판소의 무기를 잡을 수 있는 손이다.”라는 말로 이스나르의 노력을 지지해 주었다.
1793년 4월 6일 그 위원회는 공식적으로 설립되었다. 당통의 지도 하에 처음에는 당통위원회라고 알려졌다. 당통은 지롱드파의 몰락을 가져온 《5월 31일 반란과 6월 2일 반란》(journées du 31 mai et du 2 juin 1793)을 통해 위원회를 이끌었고, 방데의 전쟁을 강화시켰다. 그러나 7월 10일 재구성되었을 때 당통은 배제되었다. 그럼에도 불구하고 그는 계속 권력의 중앙집중화를 그 위원회를 통해서 후원하였다.

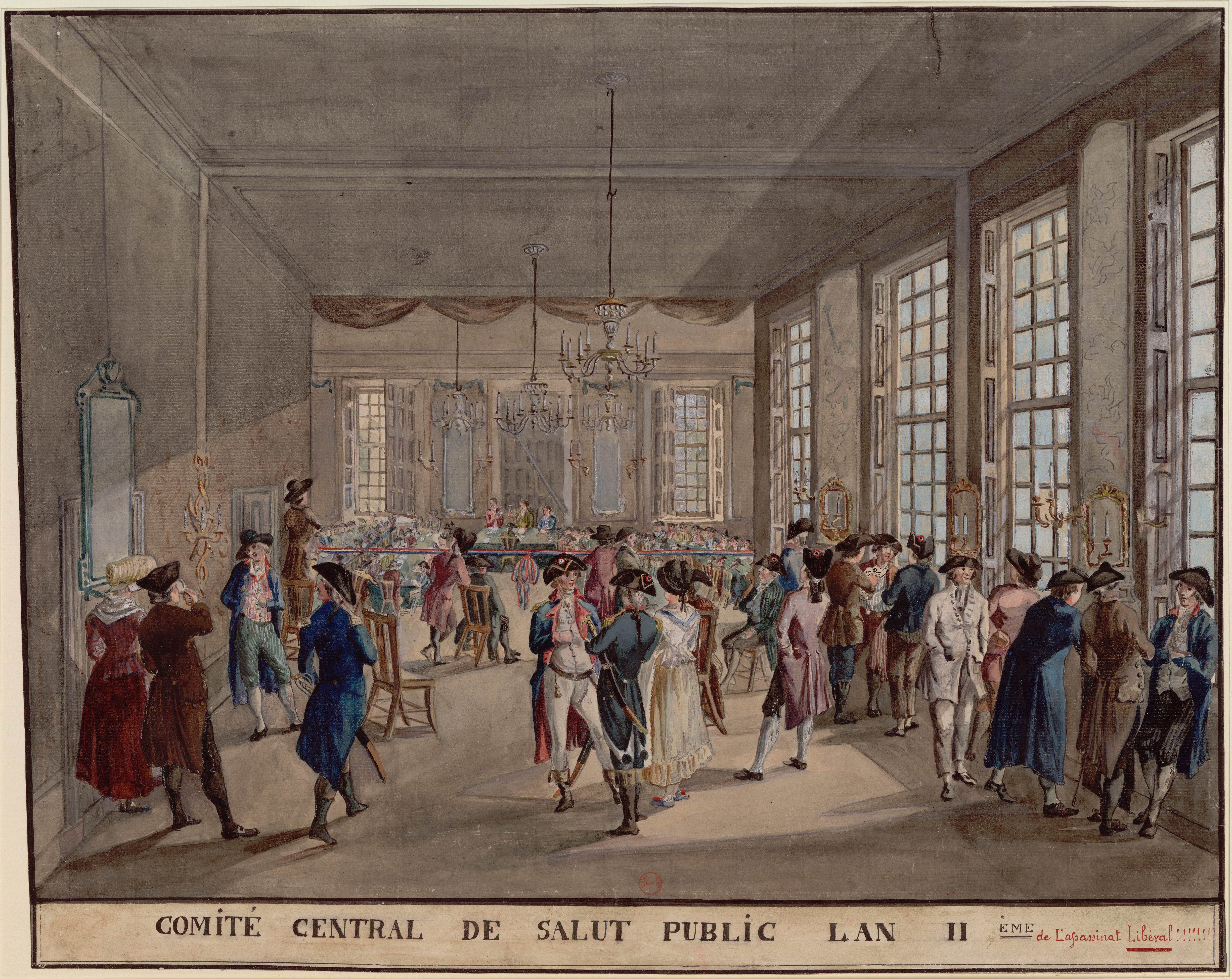
공안위원회 (1793년 ~ 1795년)

1793년 7월 27일 막시밀리앵 로베스피에르가 그 위원회에 선발되었다. 이때에 위원회는 보안위원회라는 강력한 파트너를 통해 사실상 독재라고 할만큼 더 강력하고, 활발한 국면에 접어들고 있었다. 공안위원회는 장군을 임명하는 권한을 통해 전쟁을 지배하며, 혁명재판소에 판사와 배심원을 임명하며, 군대를 개편하고, 공공질서의 유지, 국가 부서의 감찰 하는 등의 역할을 수행했다. 그 위원회는 또한 공민공회의 법률을 해석하고 적용하는 책임을 가지고 있었다. 그리하여 1793년 8월 16일에 통과된 《국민개병제》와 1793년 9월 17일 통과된 《피의자법》, 1793년 9월 26일 통과된 《최대법》과 같이 가장 엄중한 공포정치를 수행하는 역할을 했다. 위원회의 광범위하고 중앙집권화된 권력은 프리메르 14일 법률(또는 혁명정부법)을 통해 1793년 12월 4일 성문화되었다.
1793년 12월 5일 언론인 카미유 데물랭은 《르 비외 코르들리에》(Le Vieux Cordelier)지를 발행하기 시작했다.

## 성립

### 혁명의 중앙 기관
1792년 8월 10일에 있었던 혁명으로 입헌 왕정이 멈추었다. 그러므로, 프랑스에서는 원래 집행권을 갖고 있던 국왕의 존재와 내각제도를 대신하는 중앙 기관이 필요한 상태였다. 8월 15일, 이러한 이유로 입법 의회는 임시로 의원 이외에서 6명을 선임하여 대신으로 하고, 그들로 구성된 임시 행정 회의를 구성하였다. 새롭게 소집된 국민공회도 같이 수개월간 임시 행정부로서의 역할을 하였다. 국왕의 존재가 헌법상 갖고 있던 집행권은 혁명 독재를 선언한 국민공회가 가지게 되었다. 이 공회는 의회였기 때문에 사건이 일어날 때마다 순서대로 논의하고 결정하였으므로 긴급시의 대응이 느렸다는 단점이 있었다.
1792년 말, 벨기에 정복으로 인접국가인 영국과의 외교관계가 악화되었다. 이로 인하여 전쟁이 불가피하게 되었는데, 그 대책으로 다음 해인 1793년 1월 1일에 국방위원회 설치가 제기되었고 설치되었다. 이것은 군사관계의 각 위원회에서 3명씩 위원을 내어 구성되었는데, 각 대신과 공회와의 연락을 긴밀히하는 임시 행정회의를 확대한 조직과 같았다. 그러나 위원의 대부분은 지롱드 당이 차지해 버렸고, 그들에게 적대적인 몽테뉴 당과의 당쟁을 하면서 구체적은 활동을 할 수가 없던 상황이었다. 그래서 3월, 동맹군의 공세가 있을 때마다 전쟁 지휘의 실패 비난을 모두 떠안게 되었다. 이에 베르트랑 바래르의 제안으로 더 강력한 위원회로 개편되었는데, 3월 23일 위원의 인원을 25명으로 증원하여 방위에 필요한 모든 법률과 수단의 준비를 목표로 하는 위원회가 되었다. 이는 공안위원회의 원형이 되었다. 개편된 위원회는 이전의 이름 그대로 국방위원회라는 명칭을 사용하였으나, 대립하는 파벌이 모두 모인 대연정 형태였다. 그러나 이는 도리어 역효과를 일으켜, 격렬한 토론의 장으로 변질되어 기능을 상실하게 되었다.
4월 2일, 샤를 프랑수아 뒤무리에 장군이 배신하여 전쟁 대신과 국방위원 2명, 파견의원이 포로가 되는 일이 발생하여 전선이 혼란해졌다. 동시에 프랑스 내에서도 방데 반란이 격화되던 때였으므로, 당시 무력했던 국방위원회에 대한 비판은 극에 달하게 된다. 3일, 위원인 막시밀리앙 드 로베스피에르가 탈퇴를 시사하였고, 같은 위원들에 의해서 위원회 해체와 새 위원회의 설립 동의안이 제출되어 가결되었다. 이후 수정법안이 1793년 4월 6일에 제출되었고, 공안위원회로 이어지게 된다.

### 제1기 공안위원회
제1기 공안위원회는 1793년 4월 7일부터 7월 10일까지 운영되었다. 공안위원은 9명으로 구성되었는데, 이들 절반은 국방위원으로 재선되었다. 이들 모두는 국왕 재판에서 사형에 투표한 의원들로, 7명은 평원파 등으로 구성된 중도우파적 인선이었다. 실제적으로 당통이 지도하는 책임 내각에 가까웠으므로 당통위원회라는 별칭으로도 불린다.

## 같이 보기
- 국민공회
- 공포정치
- 혁명재판소